# Stolidosoma cyaneum
Stolidosoma cyaneum är en tvåvingeart som beskrevs av Becker 1922. Stolidosoma cyaneum ingår i släktet Stolidosoma och familjen styltflugor.
Artens utbredningsområde är Bolivia. Inga underarter finns listade i Catalogue of Life.